# Диалект испанского в Экваториальной Гвинее

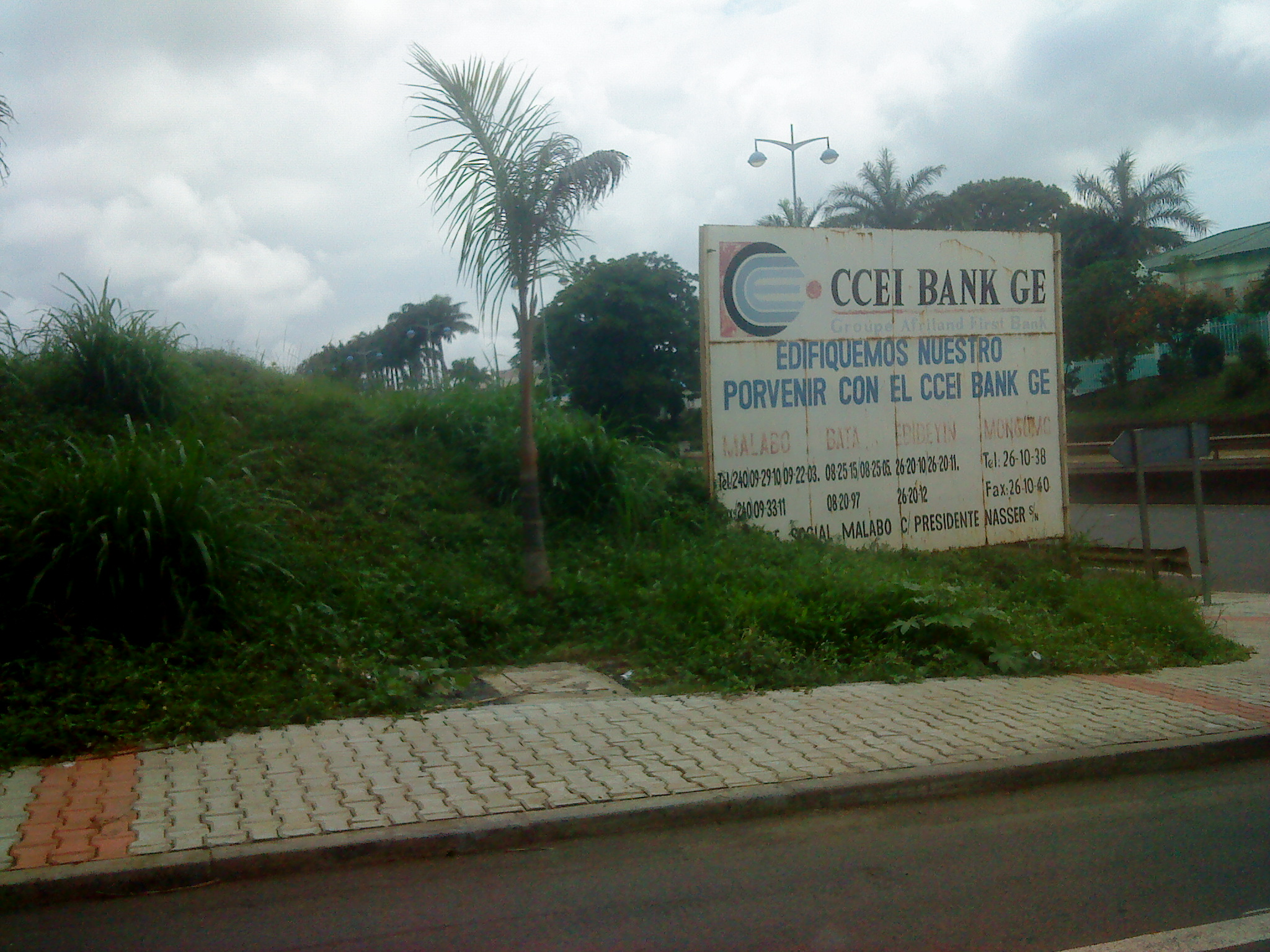
Рекламный плакат в Малабо

Диалект испанского в Экваториальной Гвинее (исп. Español ecuatoguineano) — диалект испанского языка, используемый населением Экваториальной Гвинеи. Это единственный диалект испанского языка, который имеет национальный официальный статус в странах Чёрной Африки. По имеющимся оценкам, число говорящих составляет около 90 % населения, численность которого составляла 1 170 308 человек (2011) (по другим источникам — 740 743 (2013)), практически все жители владеют вторым языком. Регулятором диалекта испанского языка в стране является Академия  испанского языка Экваториальной  Гвинеи.

## История
Испанская Гвинея (включая остров Биоко, ранее — Фернандо-По) объединяла испанские владения, находившиеся в районе Гвинейского залива, существовавшие с 1778 по 1968 годы. Независимость Экваториальной Гвинеи от Испании была провозглашена 12 октября 1968 года.
Несмотря на то, что страна сохранила языки коренных народов, испанский язык после провозглашения независимости остался национальным и официальным языком. На испанском говорит около 90 % населения Биоко и прибрежной части региона Рио-Муни и от 60 % до 70 % населения в глубинной части Рио-Муни.

## Особенности диалекта
Диалект испанского в Экваториальной Гвинее больше похож на испанский язык в Испании (исп. Español de España), чем на испанский язык в Америке (исп. Español de América). Некоторые его особенности:
- как силлабическая, так и финальная / s / сильно выражены;
- / ɾ / и / r / слиты;
- артикли опущены.
- местоимение usted («Вы») можно использовать со спряжением глагола на tú («Ты»);
- нет различия между индикативными и сослагательными наклонениями;
- форма местоимения vosotros используется взаимозаменяемо с формой ustedes;
- Предлог en заменяет a при указании направления: voy en Бата вместо voy a Bata.

## Сравнение с диалектами испанского Карибского бассейна
По оценке лингвиста Джона Липски, сравнение диалекта испанского языка Экваториальной Гвинее и диалектов испанского стран Карибского бассейна, не дает основания говорить о влиянии африканских языков на карибский испанский, несмотря на некоторые более ранние теории. Эти диалекты испанского языка сильно разнятся. Впрочем, в другой статье Липски признаёт, что фонотактика африканских языков могла бы усилить в карибском испанском языке редукцию согласных, которая имеет место в диалектах Южной Испании.